# Brooklyn (Ohio)
Brooklyn es una ciudad ubicada en el condado de Cuyahoga en el estado estadounidense de Ohio. En el Censo de 2010 tenía una población de 11169 habitantes y una densidad poblacional de 1.006,62 personas por km².

## Geografía
Brooklyn se encuentra ubicada en las coordenadas 41°26′5″N 81°44′57″O / 41.43472, -81.74917. Según la Oficina del Censo de los Estados Unidos, Brooklyn tiene una superficie total de 11.1 km², de la cual 11 km² corresponden a tierra firme y (0.84%) 0.09 km² es agua.

## Demografía
Según el censo de 2010, había 11169 personas residiendo en Brooklyn. La densidad de población era de 1.006,62 hab./km². De los 11169 habitantes, Brooklyn estaba compuesto por el 84.3% blancos, el 5.17% eran afroamericanos, el 0.16% eran amerindios, el 3.95% eran asiáticos, el 0% eran isleños del Pacífico, el 4.05% eran de otras razas y el 2.38% pertenecían a dos o más razas. Del total de la población el 10.43% eran hispanos o latinos de cualquier raza.